# Schizotricha jaederholmi
Schizotricha jaederholmi is een hydroïdpoliep uit de familie Halopterididae. De poliep komt uit het geslacht Schizotricha. Schizotricha jaederholmi werd in 1996 voor het eerst wetenschappelijk beschreven door Peña Cantero & Vervoort. 